# Свенд Вад

Свенд Вад (дан. Svend Vad; 3 лютого 1928 — 4 грудня 2004) — данський боксер легкої ваги. Бронзовий призер Олімпійських ігор (1948) та чемпіонату Європи з боксу (1947).

## Життєпис
На першому повоєнному чемпіонаті Європи з боксу 1947 року в Дубліні (Ірландія) переміг Умберто дель Карло (Італія) і Зигмунта Хихлу (Польща). У півфіналі поступився Леону Новья (Франція). У втішному поєдинку переміг Віллі Фріта (Шотландія) і виборов бронзову медаль.
На літніх Олімпійських іграх 1948 року в Лондоні (Велика Британія) брав участь у змаганнях боксерів легкої ваги. Почергово переміг Джина Реймонда (Індія), Альберто Бульоссу (Уругвай), Максі Маккалага (Ірландія). У півфіналі поступився Джеральду Дреєру (ПАР).
У 1949 році перейшов у професійний бокс. Провів 18 поєдинків, у 15 з яких одержав перемогу. Претендував на пояс чемпіона Данії у легкій вазі, проте поступився Йоргену Йогансену.